# Dolichostethus etiopicus
Dolichostethus etiopicus är en skalbaggsart som beskrevs av Schein 1956. Dolichostethus etiopicus ingår i släktet Dolichostethus och familjen Cetoniidae. Inga underarter finns listade i Catalogue of Life.